# アスコイティア
アスコイティア（バスク語: Azkoitia、スペイン語: Azcoitia）は、スペイン・バスク自治州ギプスコア県のムニシピオ（基礎自治体）。公式名はバスク語のAzkoitia。

## 地理
アスコイティアはウロラ川の谷の中流部に位置しており、バスク山脈に囲まれた小規模な沖積平野を中心としている。谷自体を除くと、地形はやや起伏が多く、標高は市街地中心部が113m、自治体の最高地点が950mである。コマルカ（郡）としてはウロラ＝コスタの構成自治体のひとつである。近隣の自治体には、東にアスペイティア、北にマダリアガ、南にエロスアやアラツェレカなどがある。かつてはウロラ川に沿ってウロラ鉄道という狭軌鉄道が走っており、内陸部のスマラガからアスコイティアやアスペイティアを通ってカンタブリア海沿岸のスマイアを結んでいたが、1986年に運行休止となった。

## 歴史

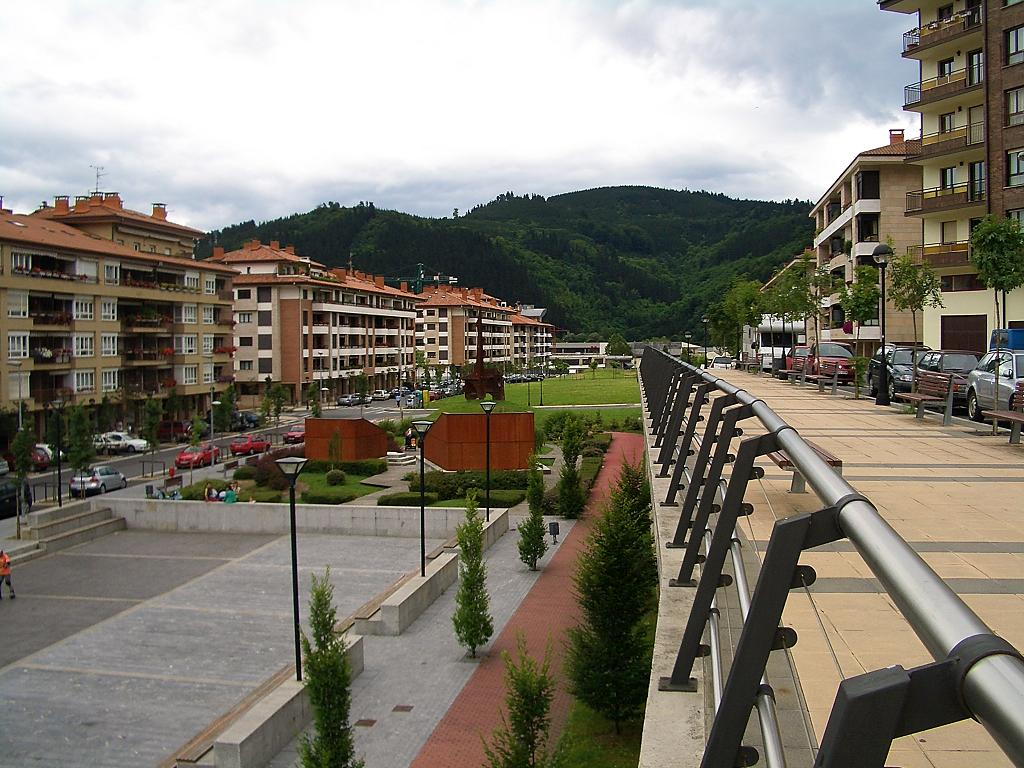
アスコイティアの旧市街の対岸

アスコイティアはイエズス会の創設者であるイグナチオ・ロヨラの母親の生誕地である。ロヨラの母方の祖母マルティン・ガルシア・デ・ロヨラは15世紀中頃にバルダの塔を購入した。1467年7月13日、マルティンの娘マリア・サエンス・デ・リコナ・バルダは、東隣のアスペイティア出身のベルトラン・イバネス・デ・オナス・イ・ロヨラと結婚した。当時の結婚契約書は現存している。アスコイティアの中心部から数キロ、アスペイティアにあるロヨラの生家はイエズス会によって博物館として保存されており、主要な観光地となっている。

## 政治
| 政党                                               | 2015   | 2015 | 2011   | 2011 | 2007   | 2007 |
| 政党                                               | 得票率 | 議席 | 得票率 | 議席 | 得票率 | 議席 |
| バスク民族主義党 (EAJ-PNV)                         | 49.05% | 9    | 31.38% | 6    | 37.84% | 7    |
| エウスカル・エリア・ビルドゥ (EH Bildu) / ビルドゥ | 32.90% | 6    | 43.43% | 8    | -      | -    |
| イラバシ                                           | 7.47%  | 1    | -      | -    | -      | -    |
| バスク社会党 (PSE-EE)                              | 6.53%  | 1    | 7.49%  | 1    | 9.65%  | 2    |
| 国民党 (PP)                                        | 2.13%  | 0    | 4.38%  | 0    | 5.11%  | 1    |
| アスコイティア・バイ (AzBai)                       | -      | -    | 11.54% | 2    | -      | -    |
| バスク民族主義行動 (EAE-ANV)                       | -      | -    | -      | -    | 26.4%  | 5    |
| バテラ・タルデ・独立主義者 (BTI)                   | -      | -    | -      | -    | 13.54% | 2    |
| バスク連帯 (EA)                                    | -      | -    | -      | -    | 4.45%  | 0    |
| バスク統一左翼 (EB-B)                              | -      | -    | -      | -    | 2.01%  | 0    |

## 人口
2004年12月31日時点での人口は10496人であり、性別人口は、男性が5234人（49.87％）、女性が5262人（50.13％）だった。また、年齢別人口は、年少人口（0歳から14歳）が1349人（12.85％）、生産年齢人口（15歳から64歳）が7073人（67.39％）、老年人口（65歳以上）が2074人（19.76％）だった

。